# Karlsaue

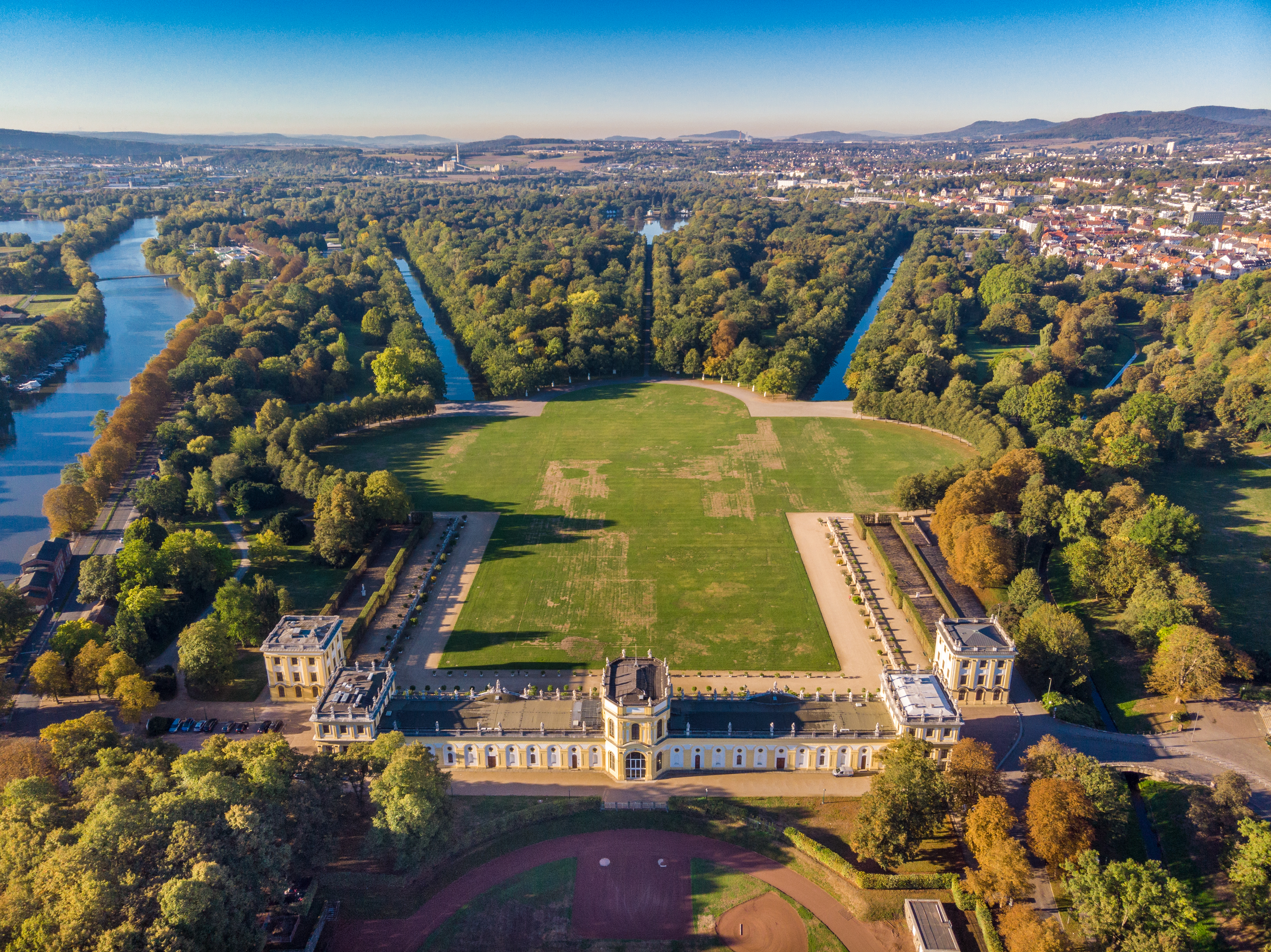
Karlsaue Herbst 2018

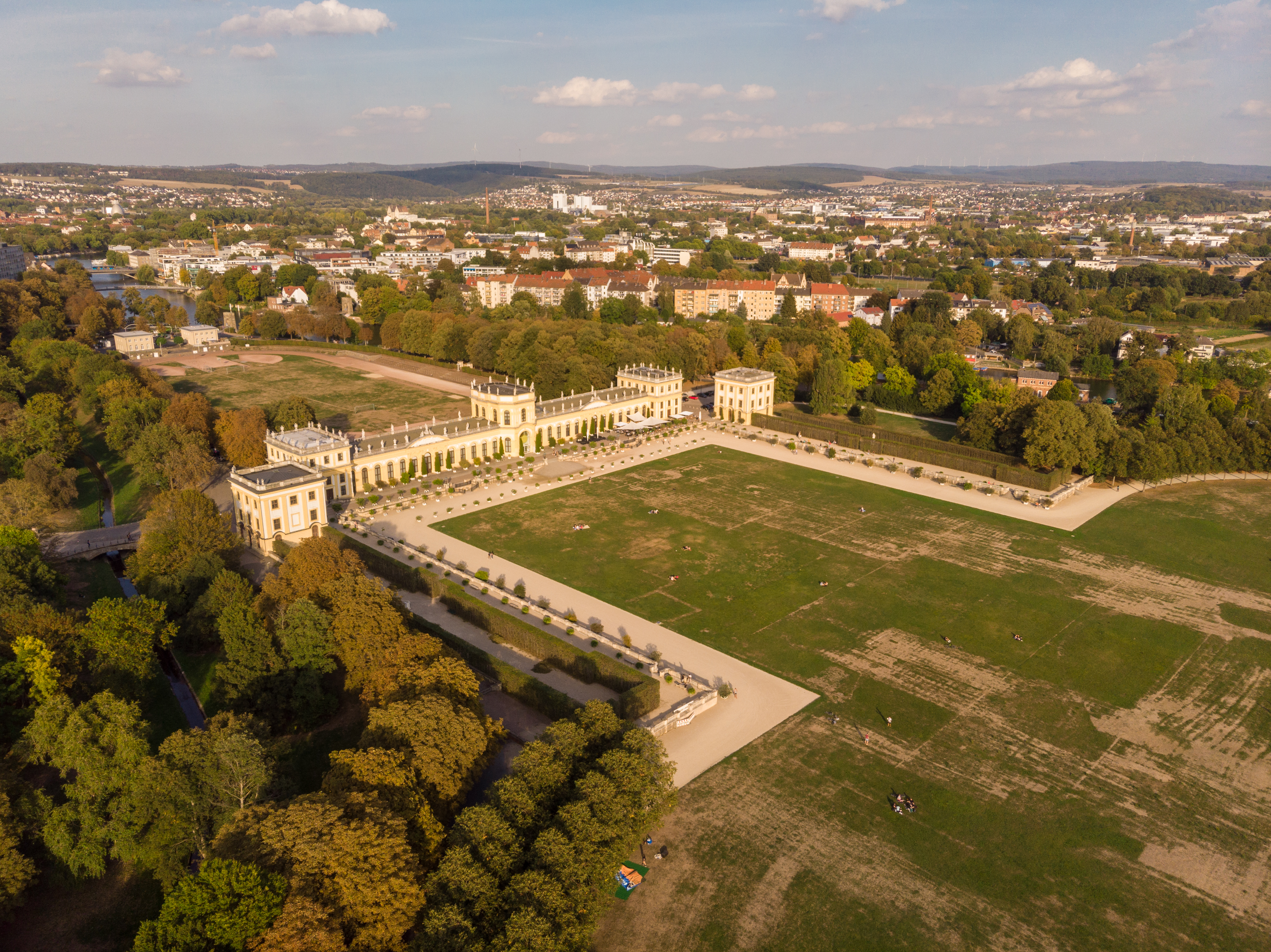
Orangerie mit Seitenpavillons an der Karlswiese

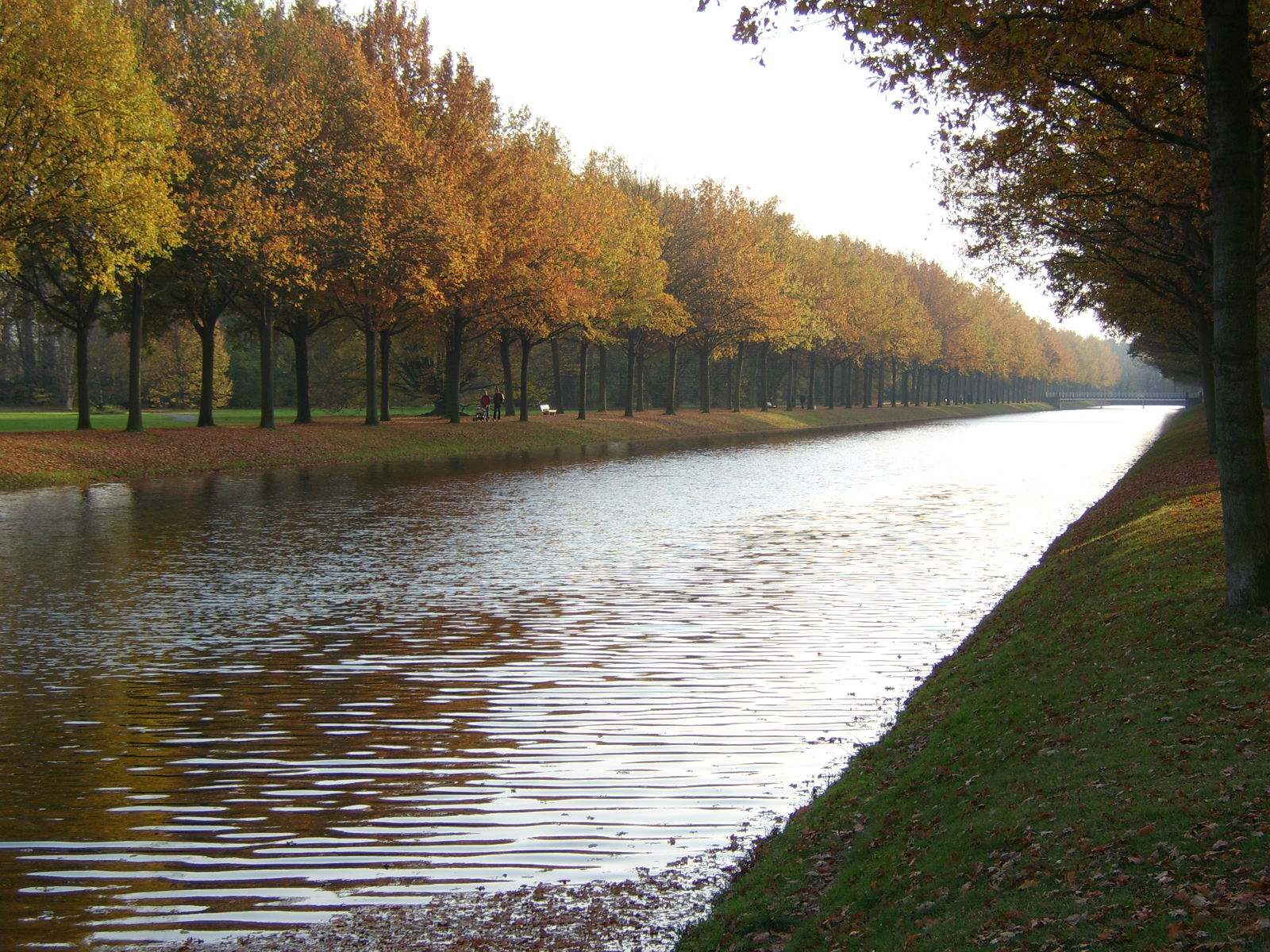
Blick auf den Küchengraben

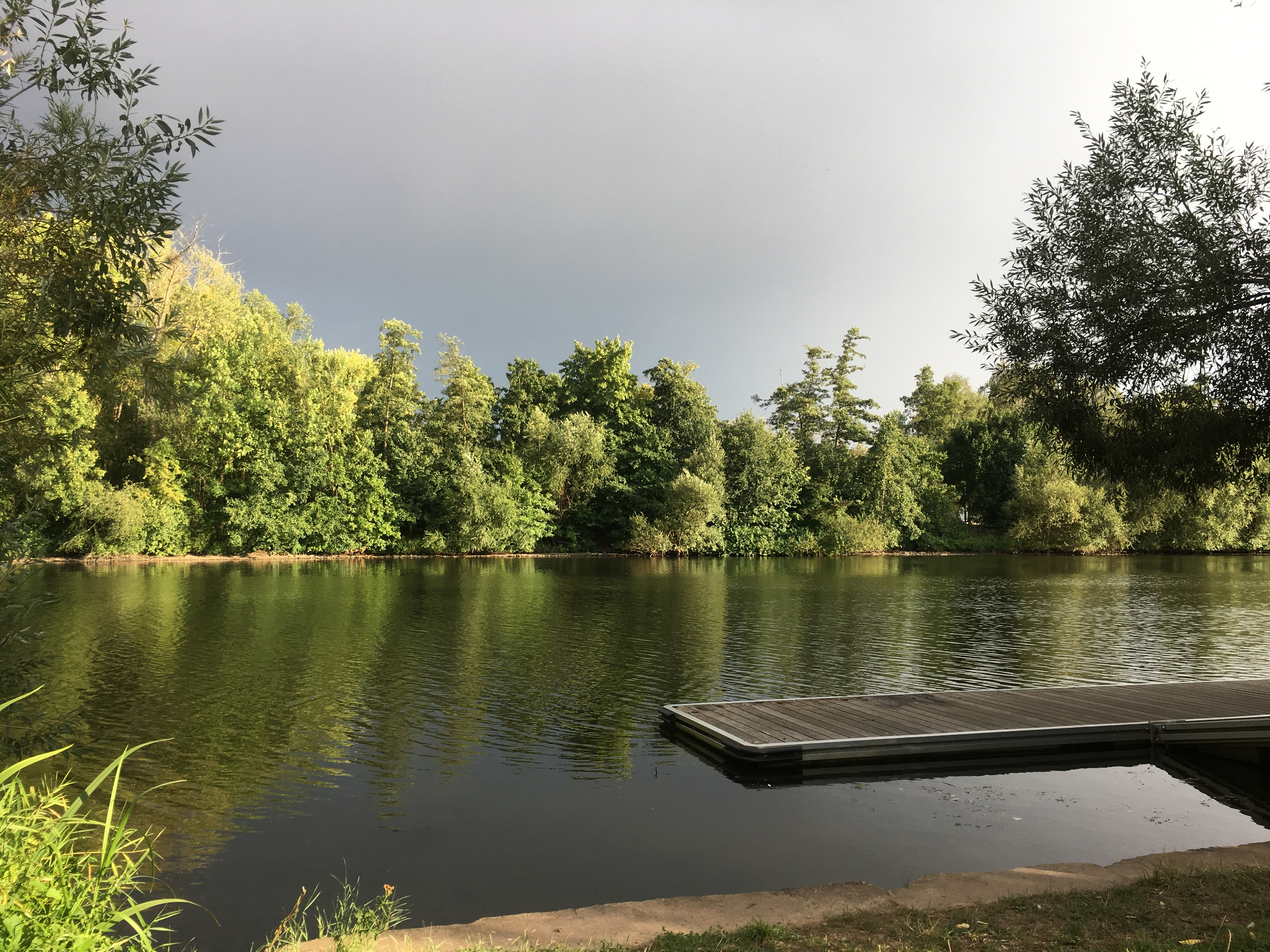
Blick auf die Fulda von der Karlsaue aus

Der 1,50 km² große Staatspark Karlsaue ist eine öffentliche, ursprünglich barocke und innerstädtische Parkanlage in Kassel (Nordhessen, Deutschland). Der Park gehört seit 2009 zum European Garden Heritage Network.

## Geografie
Die Karlsaue befindet sich in der Kasseler Fulda-Niederung zwischen der Mündung der Kleinen Fulda (Drusel) unterhalb des ehemaligen Stadtschlosses (heute Standort des Regierungspräsidiums) und den Giesewiesen am Auestadion im Süden. Die Anlage erstreckt sich direkt südöstlich bzw. unterhalb der Innenstadt an der Schönen Aussicht, wo sie bis an den Friedrichsplatz heranreicht. Dort führt am Staatstheater die Gustav-Mahler-Treppe in den Park hinunter. Der am Hang nach Süden sich erstreckende Bereich ist stark bewaldet und zwischen Rosenhang, Kriegerdenkmal und dem Weinberg unterschiedlich intensiv gestaltet. Der Verlauf der Kleinen Fulda trennt den Berghang von der eigentlichen barocken Parkanlage ab. Am westlichen Fuldaufer breitet sie sich bei durchschnittlich 138,5 m ü. NN ausschließlich im Bereich des Ortsbezirks Südstadt aus, an dessen bebaute Gebiete sie im Westen stößt. Im Norden grenzt sie an den Ortsbezirk Mitte. Jenseits der Fulda stößt sie im Nordosten an die Unterneustadt und im Osten, Südosten und Süden an die Fuldaaue, die im Bereich von Kassel-Waldau liegt. Im Südwesten grenzt die Karlsaue an das Kasseler Sportzentrum, in dem sich unter anderen das Auestadion und die Eissporthalle befinden.

## Überblick

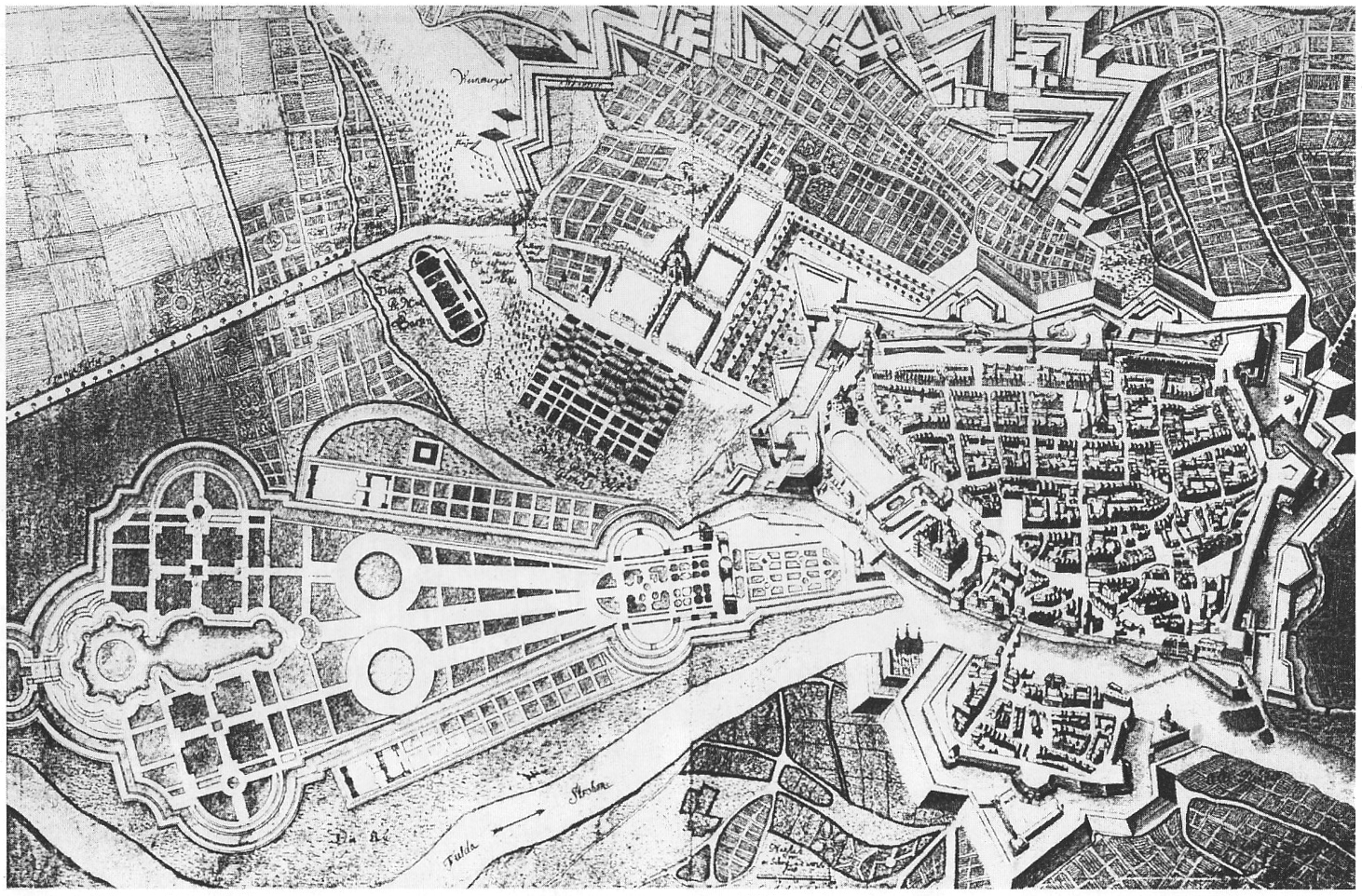
Rothplan (Ausschnitt) von 1736

Als historisch beeindruckende Parkanlage, die fast ausschließlich auf flachem Gelände angelegt wurde, beinhaltet sie zahlreiche künstlich angelegte Stillgewässer wie Teiche und kanalartige Wassergräben, die ausschließlich der Entfaltung von Flora und Fauna dienen. In der Karlsaue befindet sich das Barockschloss Orangerie mit dem Astronomisch-Physikalischen Kabinett, dem Marmorbad und dem Küchenpavillon. Drei Achsen führen von der Karlswiese (dem ursprünglichen Bowling-Green) zum Großen Bassin und der dahinter liegenden Blumeninsel Siebenbergen. Ursprünglich war ein weiteres Gartenschloss im Bereich der heutigen Giesewiesen projektiert, zu dessen Ausführung es aber nicht kam. Auf gut ausgebauten Sandwegen kann man die Parkanlage mit ihrer unterschiedlichen, teils kleinräumigen Bepflanzung über Stunden durchstreifen. Über Fußgängerbrücken (Schwimmbad- und Gärtnerplatzbrücke) gelangt man in die benachbarte Fuldaaue. An der Orangerie beginnt der Planetenwanderweg, der zu großen Teilen innerhalb der Karlsaue verläuft.
Zusammen mit der östlich bzw. am anderen Ufer der Fulda liegenden Fuldaaue bildet die Karlsaue eine der größten innerstädtischen Parkanlagen und eines der weitläufigsten parkartigen Naherholungsgebiete Deutschlands, in dem 1955 (Karlsaue) und 1981 (Karls- und Fuldaaue) jeweils eine Bundesgartenschau stattfand.
In der Orangerie und entlang des Auedamms gibt es mehrere Gastronomiebetriebe.

## Geschichte

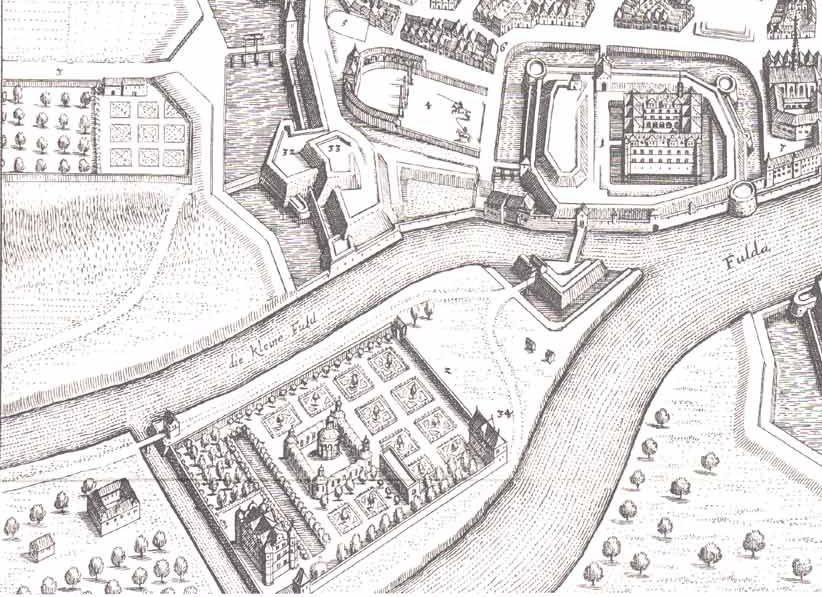
Ausschnitt aus dem Stadtplan Merians von 1648. Moritzaue zur Zeit Wilhelm VI., heute Gelände der Hessenkampfbahn

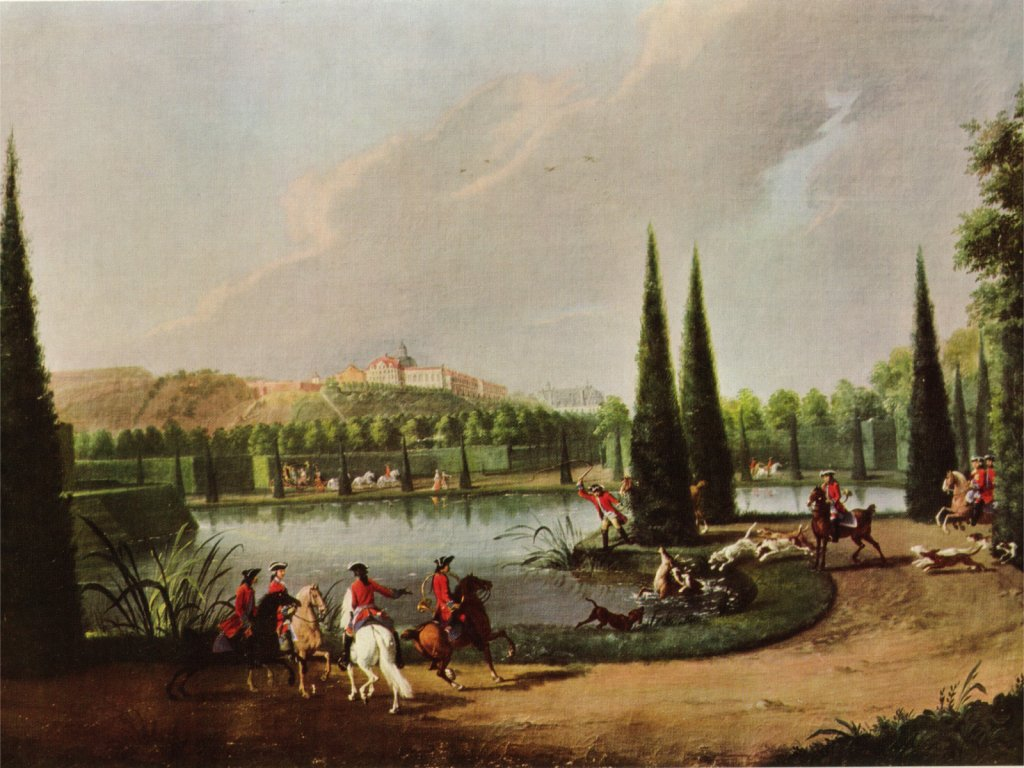
Hirschjagd in der Karlsaue im 18. Jahrhundert, Gemälde von Tischbein

Ursprünglich wurde das Gebiet der heutigen Karlsaue noch im Rahmen eines Binnendeltas zu beiden Seiten von der Fulda umflossen. Der westliche Flussarm hieß Kleine Fulda. Mit der weiteren Entwicklung bzw. Gestaltung der Parkanlagen wurde dieser Arm teilweise zugeschüttet und im ehemaligen Flussbett der Kleinen Fulda der oben erwähnte Küchengraben angelegt. Das nördliche Ende des Arms ist nach wie vor – kanalisiert – als Bachunterlauf der Drusel erhalten und heißt weiterhin Kleine Fulda. Bereits ab 1568 ließ Landgraf Wilhelm IV. nur auf der Spitze der sumpfigen Flussinsel zwischen den eben erwähnten Fulda-Armen im Bereich der heutigen Orangerie und Hessenkampfbahn einen Renaissancegarten anlegen, der im Vergleich zur heutigen Karlsaue deutlich kleinere Abmessungen hatte. Landgraf Moritz erweiterte den Park, der fortan Moritzaue genannt wurde.
Die heutige Karlsaue geht auf barocke Planungen aus der Regierungszeit von Landgraf Karl zurück. Karl, der auch den Bau des Kasseler Wahrzeichens Herkules veranlasst hat, ist der Namensgeber der Karlsaue. Deren anfangs streng geometrisch-barocke Gestaltung, mit der man ab 1680 begann, wurde Ende des 18. Jahrhunderts aufgegeben. Die Umgestaltung entsprach der damals aufkommenden Mode des Englischen Landschaftsgartens, dennoch ist die ursprüngliche Konzeption gut zu erkennen.
Von 1703 bis 1710 wurde die Orangerie erbaut. Anfang des 18. Jahrhunderts wurde die Blumeninsel Siebenbergen künstlich aufgeschüttet, auf der seltene Pflanzen angepflanzt wurden.
1870 fand in der Karlsaue die erste Allgemeine Industrie-Ausstellung für das Gesamtgebiet des Hauswesens statt und 1905 die Gewerbeausstellung zum 50. Jubiläum des Handels- und Gewerbevereins Kassel.
Durch die Drahtbrücke, die als Hängebrücke über der Fulda errichtet wurde und am 1. November 1870 dem Fußgängerverkehr übergeben wurde, erhielt der Auedamm am Nordende der Parkanlage eine andauernde Anbindung an die damals dicht bebaute Unterneustadt. 1926 wurde im Bereich der bis dato oftmals als Ausstellungsgelände genutzten Voraue, ein kleiner Teil der ehemaligen Moritzaue, die Hessenkampfbahn errichtet, ein damals modernes, aber kleines Stadion (eigentlich nur ein Sportplatz mit ein paar Tribünen), das am 2. Mai des gleichen Jahres im Rahmen eines Sportfests und im Beisein von 10.000 Sportlern und vielen Zuschauern feierlich eingeweiht wurde und seither einen Fremdkörper in der barocken Parkanlage darstellt.
Im Zweiten Weltkrieg wurde die Karlsaue von zahlreichen Bomben getroffen, so dass auch die Orangerie schwer beschädigt wurde. Seit 1955, als in der Karlsaue erstmals in Kassel eine Bundesgartenschau stattfand, dient sie alle fünf Jahre als Standort für Freiluftobjekte der documenta. Für die Gartenausstellung wurde der Rosenhang, der zwischen der Stadt und dem Park liegt, völlig neu gestaltet. 1981 fand in der Karlsaue zum zweiten Mal in Kassel eine Bundesgartenschau statt, wobei das Ausstellungsgelände um die eigens dafür errichtete Fuldaaue jenseits der Fulda erweitert wurde; dieses Buga-Gelände ist seitdem ein viel genutzter Volkspark. Von der documenta 7 blieb am Rand der Karlsaue noch die Spitzhacke (1982) von Claes Oldenburg, von der dOCUMENTA (13) blieben Arkansas Black Apple (2012) von Jimmie Durham und Idee di Pietra (2012) von Giuseppe Penone erhalten. Ab 1996 wurde ein an der Orangerie beginnender und über das Gebiet der Karlsaue hinausgehender Planetenwanderweg Karlsaue im Maßstab 1:495 Millionen angelegt.
Seit 1997 sind der südliche Teil der Karlswiese und ein Großteil des Auedamms jeweils Veranstaltungsort des Kasseler Zissels. Auch andere Bereiche des Parks werden im Sommer immer wieder für Konzerte, Musicalaufführungen, Zirkusvorstellungen und andere Veranstaltungen genutzt.
Die Karlsaue ist heute einer von zwei Staatsparks des Landes Hessen und wird durch eine eigene Außenstelle der Staatlichen Schlösser und Gärten Hessen mit etwa 20 Mitarbeitern unterhalten und verwaltet.

## Gärtnerische Anlage

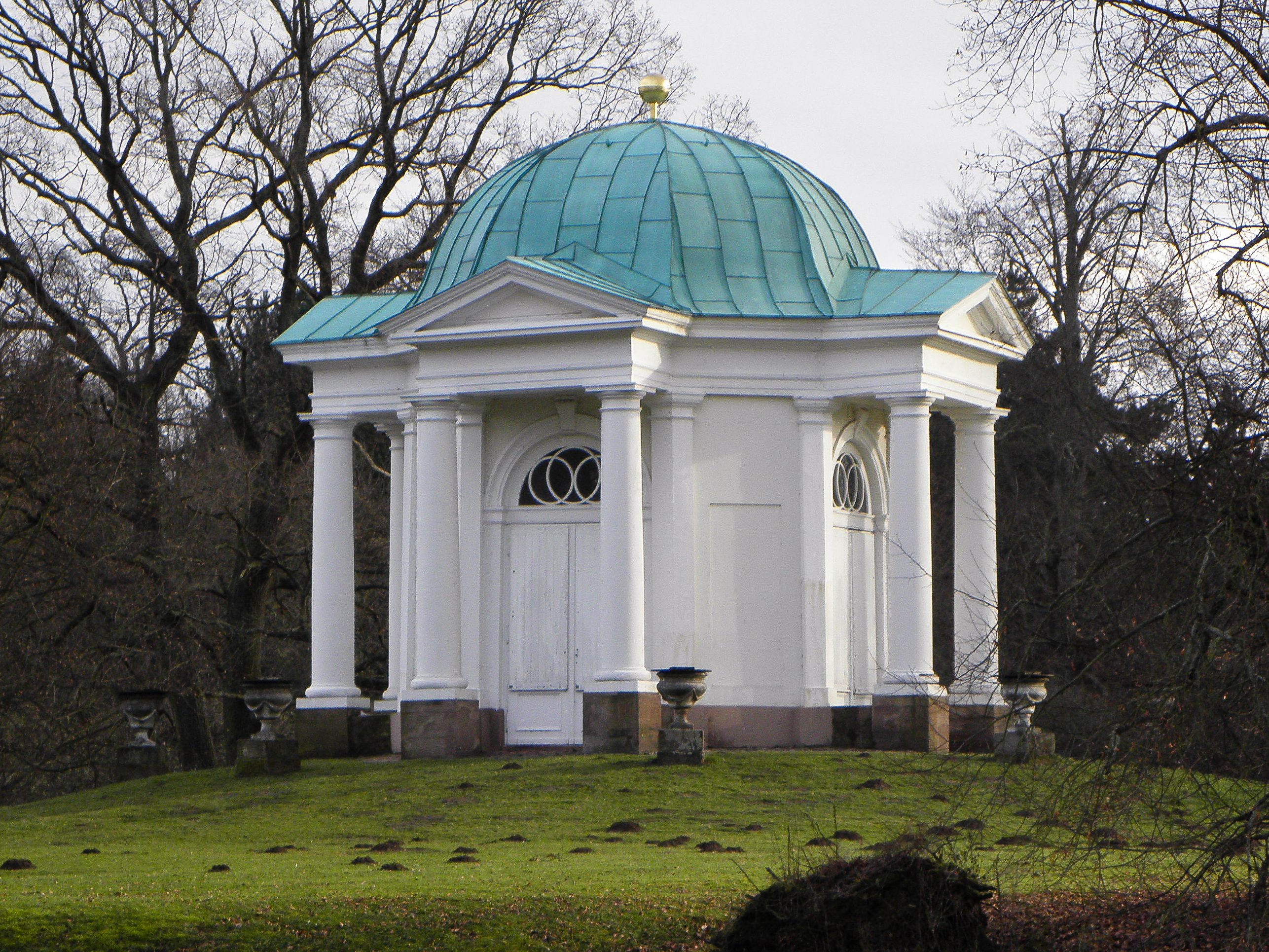
Tempel auf der Schwaneninsel

Den Ausgangspunkt des Parks bildet die Orangerie, von der ursprünglich fünf Wegachsen strahlenförmig ausgingen. Die Mittelachse führt zum Aueteich, der auch Großes Bassin genannt wird. Literarisch wurde er im Werk von der in Kassel lebenden Schriftstellerin Christine Brückner oft beschrieben. Dies ist ein großer Teich im Süden der Karlsaue, in dessen Mitte ein klassizistischer Tempel auf der Schwaneninsel steht. Die zwei äußeren Wegachsen sind von Kanälen bzw. sehr langgestreckten Teichen durchzogen (links bzw. westlich: Küchengraben, rechts bzw. östlich: Hirschgraben), wovon der Küchengraben hinter dem Aueteich in eine weitere, ringförmige Wasseranlage mündet, die bis hinter den Aueteich führt und dort die Blumeninsel Siebenbergen umgibt.
Vor der Orangerie liegt die Karlswiese als weitläufiges Bowlinggreen. Sie ist von einer klassizistischen Skulpturengruppe umgeben. Die Einzelstatuen, darunter zwei Rossbändiger-Gruppen (1767) von Johann August Nahl (dem Älteren), sind Darstellungen antiker Plastiken. Sie wurden erst 1804 aufgestellt und grenzen an die beiden äußeren Achsen der Gräben an. Für die documenta 12 wurde 2007 ein Großteil der Karlswiese mit einer Ausstellungshalle nach Plänen der französischen Architekten Lacaton & Vassal überbaut.

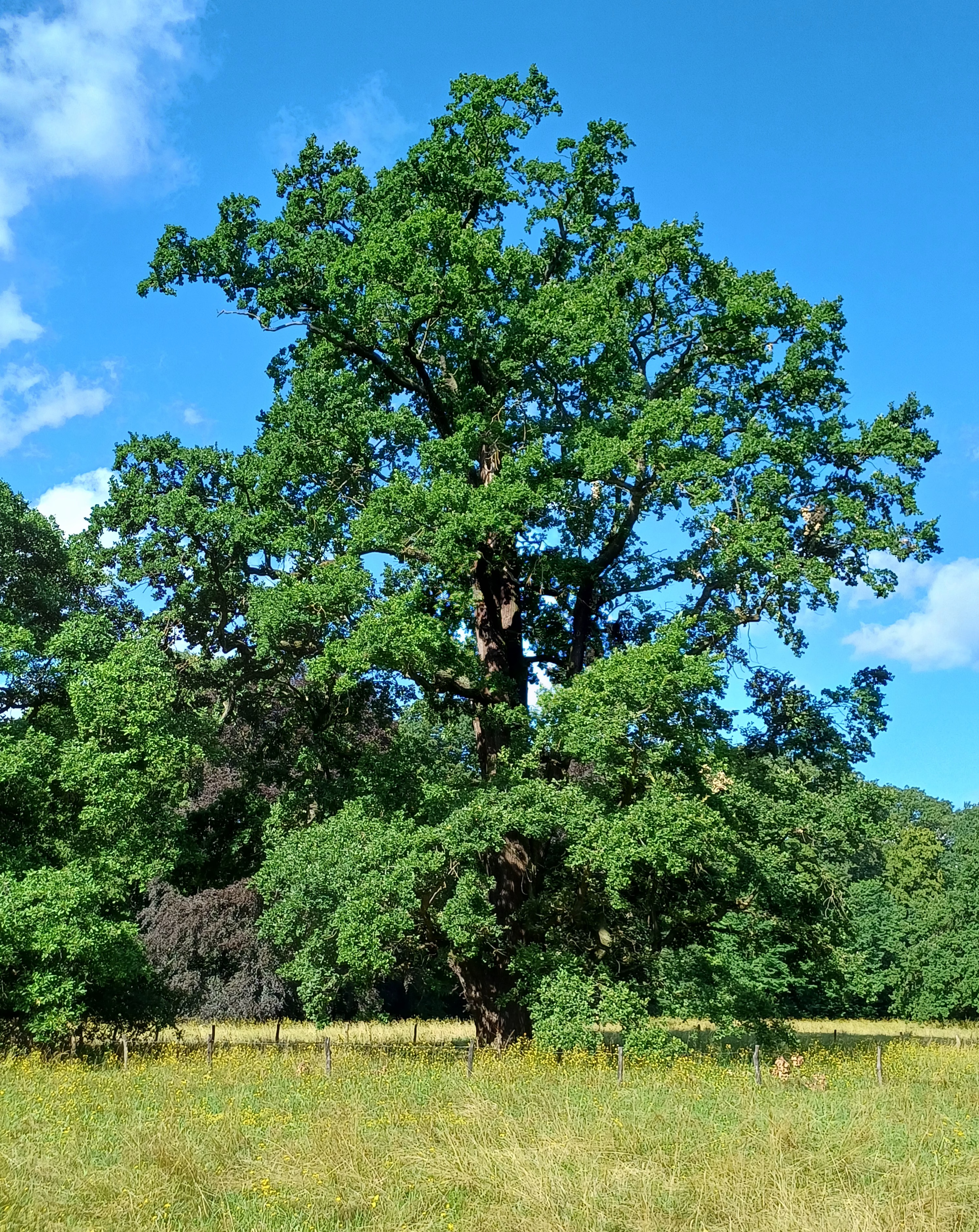
Markante Stieleiche

In der Nähe des Sees steht eine Stieleiche mit einem Brusthöhenumfang von 7,95 m (2015).